# 爱德华·修斯
爱德华·修斯（德語：Eduard Suess，德語：[ˈˈeːduaʁt zyːs]，1831年8月20日—1914年4月26日），又译聚斯、徐士，奥地利地质学家。

## 生平
生于英国伦敦，3岁时随家庭移居布拉格，14随时又迁居维也纳。修斯从小就对地质学拥有浓厚的兴趣，19岁就发表自己第一篇地质学方面的论文。1857年成为维也纳大学地质学教授。曾任维也纳科学院院长。曾在阿尔卑斯山脉伦巴第低地和亚平宁山脉一带进行地质调查研究工作。他根据南半球各大陆上地质岩层和古生物化石的相似性，提出了在南半球曾经存在过一个统一的大陆的假设，他称这个大陆为冈瓦那大陆。1893年，他根据阿尔卑斯山脉与非洲的化石纪录，又提出在劳亚大陆与冈瓦纳大陆之间，曾有个浅内海存在，他命名为特提斯洋。还认为现代地中海是特提斯洋的残余部分。在所著的《地球的面貌》（Das Antlitz der Erde，1885-1901）一书中首次提出“地台”这一术语，同时“冷缩说”的系统立论在本书中也得到充分的反映。1895年爱德华·修斯当选瑞典皇家科学院院士，1903年获得英国皇家学会科普利奖章。1914年逝世于维也纳。
在月球上和火星上各有一座以他的名字命名的环形山。